# La battaglia dei demoni
La battaglia dei demoni (貞子vs伽椰子?, Sadako VS Kayako) è un film del 2016 diretto da Kōji Shiraishi. È un crossover tra il franchise di The Ring e Ju-on (The Grudge) distribuito il 18 giugno in Giappone.

## Trama
Una ragazza, Yūri Kurahashi, dopo aver guardato la videocassetta maledetta di Sadako Yamamura nella casa infestata da Kayako Saeki rimane coinvolta in uno scontro tra i due spiriti.

## Produzione
L'idea nacque come pesce d'aprile nel 2015, ma l'elevato interesse da parte dei fan convinse i produttori a realizzarlo veramente.

## Promozione
Il primo trailer è stato distribuito a dicembre 2015. A febbraio 2016 sono stati rivelati il poster e un secondo trailer. Ad aprile è stato distribuito il terzo trailer.

## Distribuzione
È stato presente nella sezione After Hours del 34° Torino Film Festival.